# Želatina
Želatina je kolagen u najčišćem obliku i najvažnija proteinska komponenta koja se nalazi u koži, kostima, ligamemntima i vezivom tkivu sisavaca.
Proizvodi se kuhanjem životinjskih koža, vezivnoga tkiva ili kosti.
Koristi se u prehrambenoj industriji, medicini i znanosti.